# آنهته زاگین
آنهته زاگین (انگلیسی: Anette Sagen؛ زادهٔ ۱۰ ژانویهٔ ۱۹۸۵) اسکی‌باز پرش، و هنرپیشه اهل نروژ است.

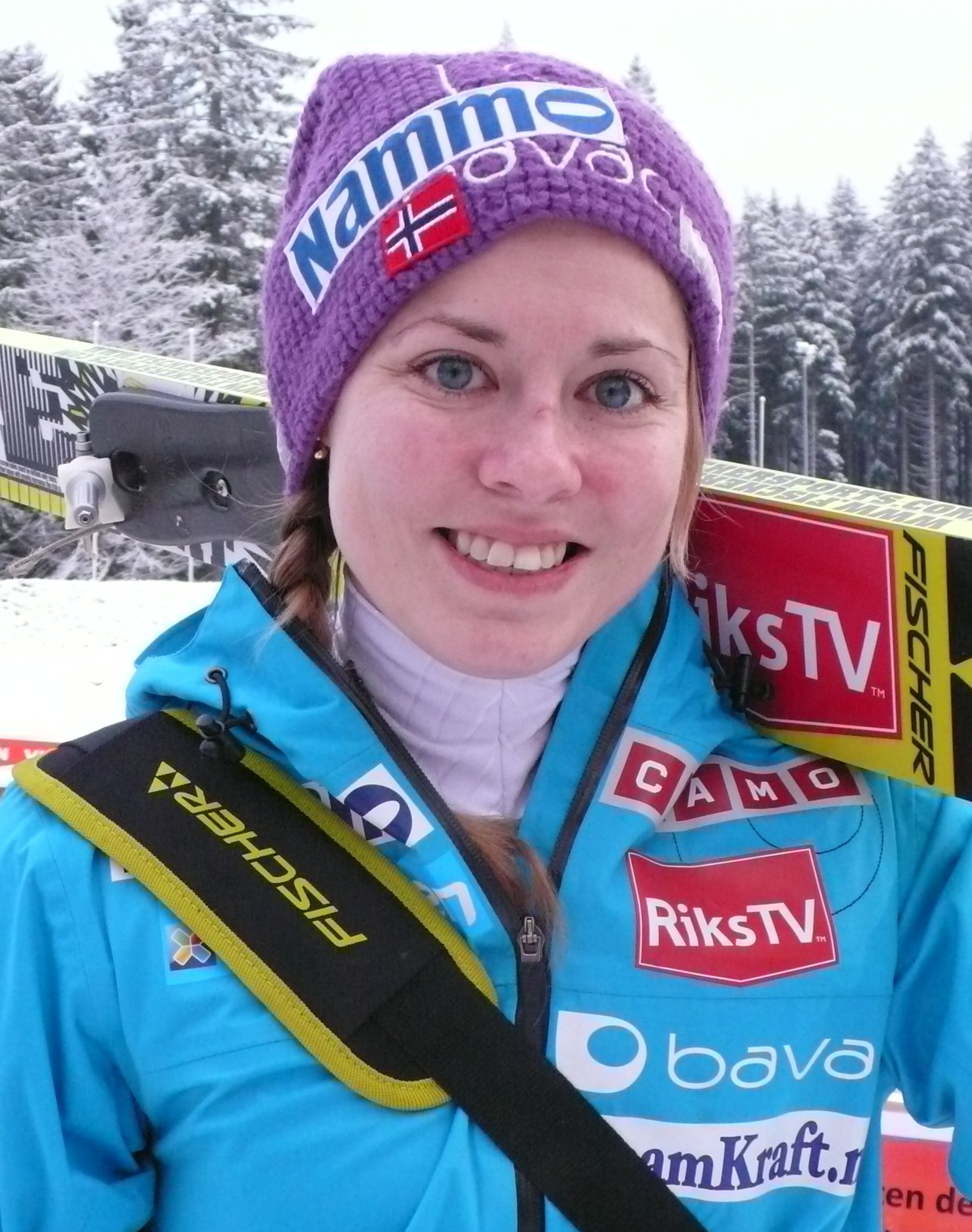
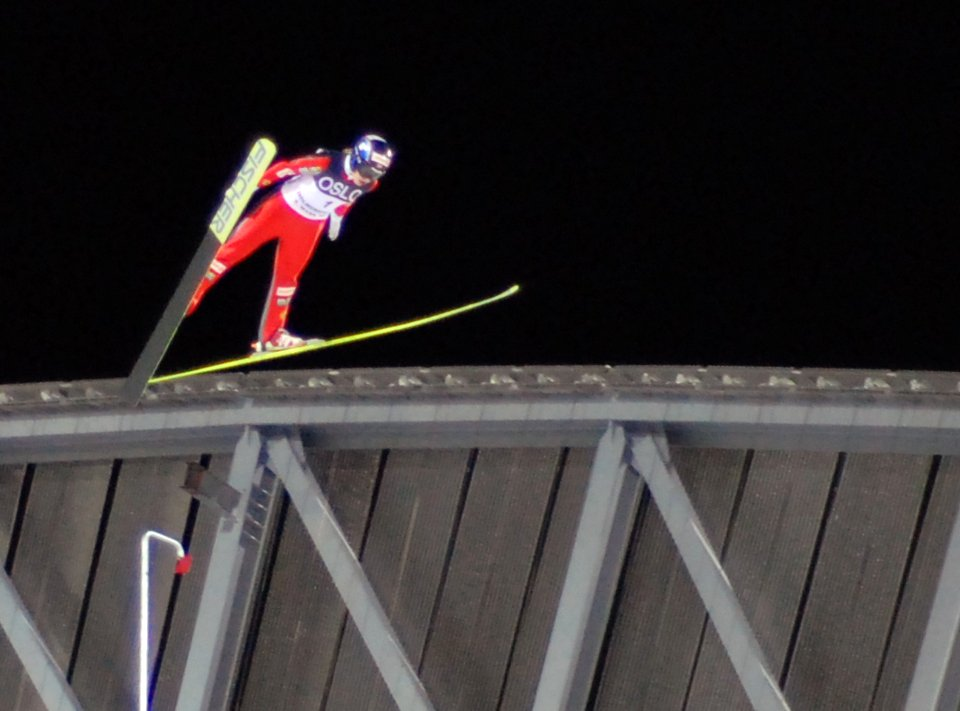
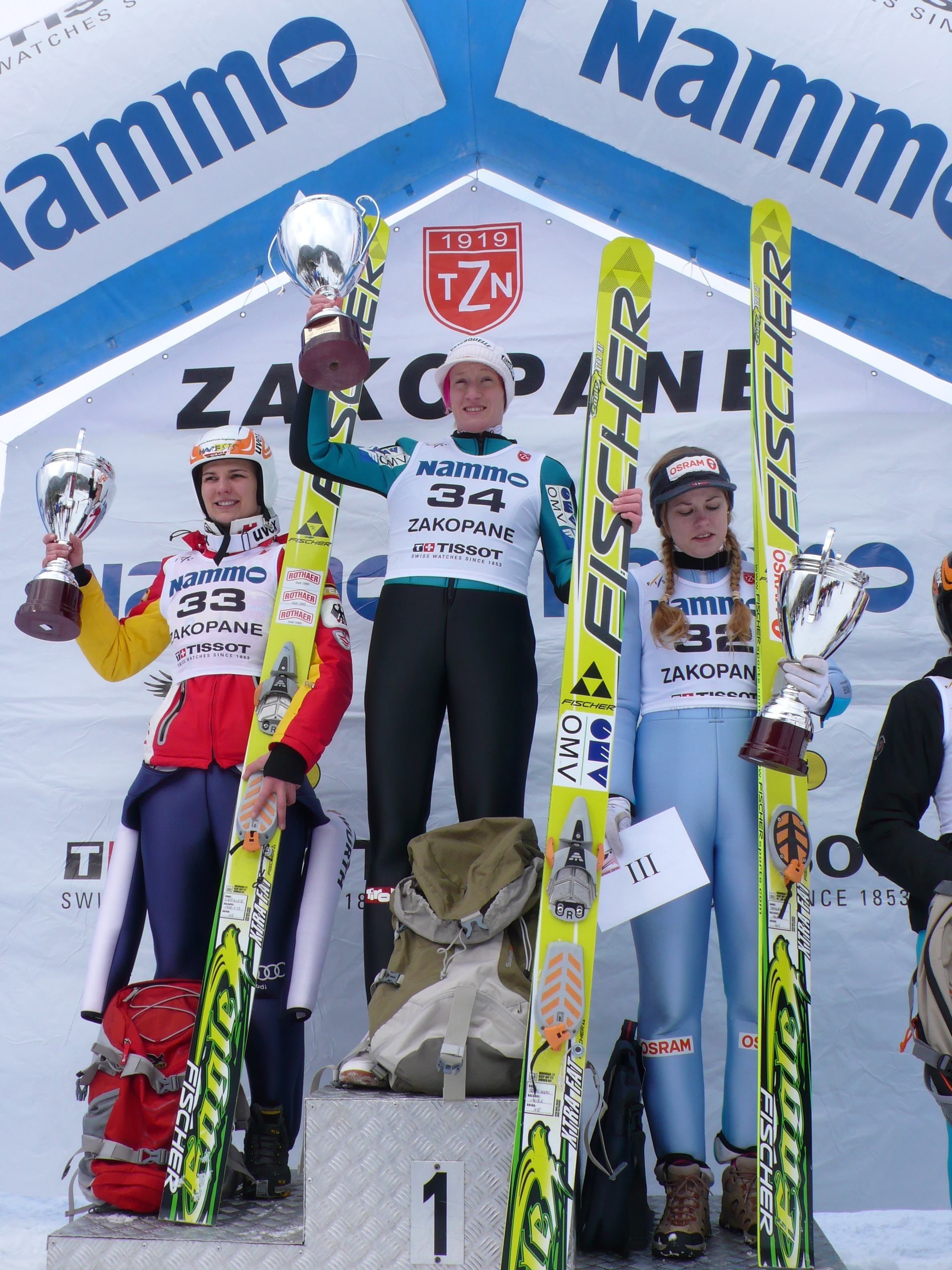